# Ctenotus terrareginae
Ctenotus terrareginae (хінчинбруцький гребневухий сцинк) — вид сцинкоподібних ящірок родини сцинкових (Scincidae). Ендемік Австралії.

## Поширення й екологія
Хінчинбруцькі гребневухі сцинки мешкають у горах Палума і Кардуел на північному сході Квінсленду, а також на сусідньому острові Хінчинбрук. Вони живуть у субтропічних лісах, зокрема в прибережних і вологих склерофітних рідколіссях та на узліссях тропічних лісів. Віддають перевагу кам'янистим ділянкам.